# New Jersey Nets 1992-1993
La stagione 1992-93 dei New Jersey Nets fu la 17ª nella NBA per la franchigia.
I New Jersey Nets arrivarono terzi nella Atlantic Division della Eastern Conference con un record di 43-39. Nei play-off persero al primo turno con i Cleveland Cavaliers (3-2).

## Roster
| N° | Naz.                   | Ruolo | Sportivo          | Anno | Alt. | Peso |
| -- | ---------------------- | ----- | ----------------- | ---- | ---- | ---- |
| 3  | Croazia (bandiera)     | G     | Dražen Petrović   | 1964 | 196  | 88   |
| 4  | Stati Uniti (bandiera) | AC    | Rick Mahorn       | 1958 | 208  | 109  |
| 7  | Stati Uniti (bandiera) | G     | Kenny Anderson    | 1970 | 183  | 76   |
| 10 | Stati Uniti (bandiera) | G     | Maurice Cheeks    | 1956 | 185  | 82   |
| 12 | Stati Uniti (bandiera) | G     | Tate George       | 1968 | 196  | 86   |
| 20 | Stati Uniti (bandiera) | GA    | Doug Lee          | 1964 | 196  | 91   |
| 21 | Stati Uniti (bandiera) | GA    | Rafael Addison    | 1964 | 201  | 98   |
| 22 | Stati Uniti (bandiera) | C     | Chris Dudley      | 1965 | 211  | 107  |
| 24 | Stati Uniti (bandiera) | G     | Rumeal Robinson   | 1966 | 188  | 88   |
| 30 | Stati Uniti (bandiera) | A     | Bernard King      | 1956 | 201  | 93   |
| 31 | Stati Uniti (bandiera) | C     | Sam Bowie         | 1961 | 216  | 107  |
| 33 | Stati Uniti (bandiera) | C     | Dwayne Schintzius | 1968 | 216  | 118  |
| 34 | Stati Uniti (bandiera) | A     | Chris Morris      | 1966 | 203  | 95   |
| 42 | Stati Uniti (bandiera) | AC    | Dave Hoppen       | 1964 | 211  | 107  |
| 44 | Stati Uniti (bandiera) | A     | Derrick Coleman   | 1967 | 208  | 104  |
| 52 | Stati Uniti (bandiera) | A     | Chucky Brown      | 1968 | 201  | 97   |
| 54 | Stati Uniti (bandiera) | C     | Dan O'Sullivan    | 1968 | 208  | 113  |
| 55 | Stati Uniti (bandiera) | AC    | Jayson Williams   | 1968 | 206  | 109  |

## Staff tecnico
- Allenatore: Chuck Daly
- Vice-allenatori: Brendan Suhr, Paul Silas, Rick Carlisle
- Preparatore atletico: Ted Arzonico